# Curtia ayangannae
Curtia ayangannae là một loài thực vật có hoa trong họ Long đởm. Loài này được L.Cobb & Jans.-Jac. mô tả khoa học đầu tiên năm 2007.